# Trowbridge Park (Míchigan)
Trowbridge Park es un lugar designado por el censo ubicado en el condado de Marquette en el estado estadounidense de Míchigan. En el Censo de 2010 tenía una población de 2176 habitantes y una densidad poblacional de 599,68 personas por km².

## Geografía
Trowbridge Park se encuentra ubicado en las coordenadas 46°33′22″N 87°26′29″O / 46.55611, -87.44139. Según la Oficina del Censo de los Estados Unidos, Trowbridge Park tiene una superficie total de 3.63 km², de la cual 3.59 km² corresponden a tierra firme y (1%) 0.04 km² es agua.

## Demografía
Según el censo de 2010, había 2176 personas residiendo en Trowbridge Park. La densidad de población era de 599,68 hab./km². De los 2176 habitantes, Trowbridge Park estaba compuesto por el 93.93% blancos, el 0.46% eran afroamericanos, el 2.76% eran amerindios, el 0.41% eran asiáticos, el 0% eran isleños del Pacífico, el 0.09% eran de otras razas y el 2.34% pertenecían a dos o más razas. Del total de la población el 0.87% eran hispanos o latinos de cualquier raza.